# カリオペー

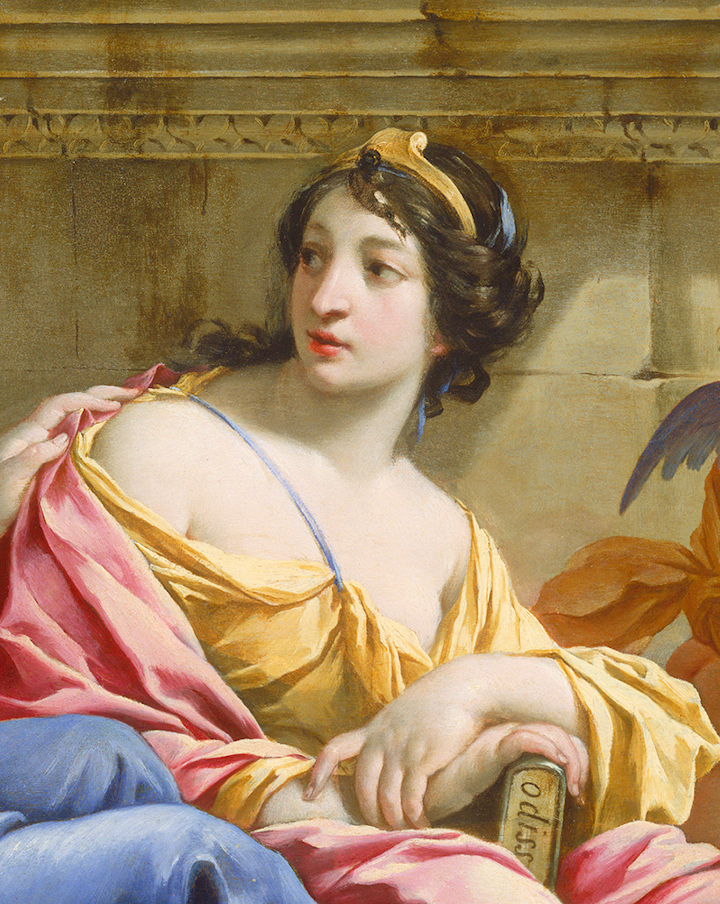
シモン・ヴーエの1634年頃の絵画『ウラニアとカリオペ』のカリオペーを描いた部分。

カリオペー（古希: Καλλιόπη、古代ギリシア語ラテン翻字: Kalliopē、「美声」の意）は、ギリシア神話に登場する文芸の女神ムーサたち（ムーサイ）の1柱。名はカリオペイア（古希: Καλλιόπεια、古代ギリシア語ラテン翻字: Kalliópeia）とも。日本語ではカリオペ、カッリオペイアなどとも表記される。
すべてのムーサたちと同じく大神ゼウスとムネーモシュネーの娘。9柱のムーサたちの長女で、クレイオー、エウテルペー、タレイア、メルポメネー、テルプシコラー、エラトー、ポリュムニアー、ウーラニアーと姉妹。「叙事詩」（叙情詩、エレジー）を司る。表される際の持ち物は、書板と鉄筆であるが、この様にムーサたちが細分化されたのはローマ時代のかなり後期になってからである。黄金の冠を着用している場合もあり、ヘーシオドスはこれをほかのムーサイに対するカリオペーの優位を示すものとしている。
アポローンもしくはオイアグロスとのあいだにオルペウスとリノスをもうけたほか、レーソス、セイレーンたちの母とする説もある。
弁舌の女神ともされ、ムーサたちの中で最も賢いとされる。アドーニスをめぐるアプロディーテーとペルセポネーとの争いを仲裁するなど、ムーサたちの中で最も活躍の場が多い女神でもある。

## ギャラリー

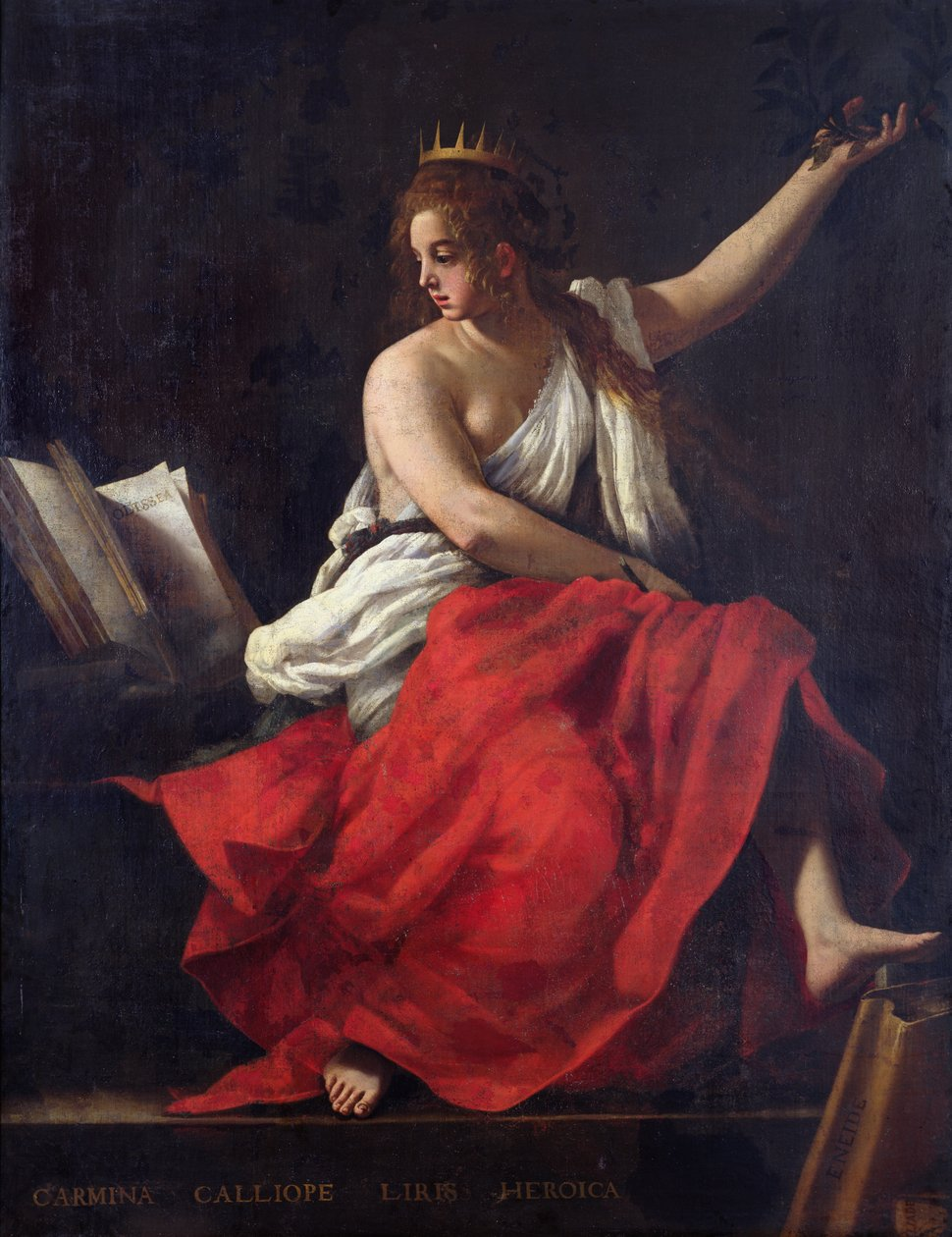
ジョヴァンニ・バリオーネ『カリオペー、叙事詩を司るムーサ』（1620年） アラス美術館所蔵
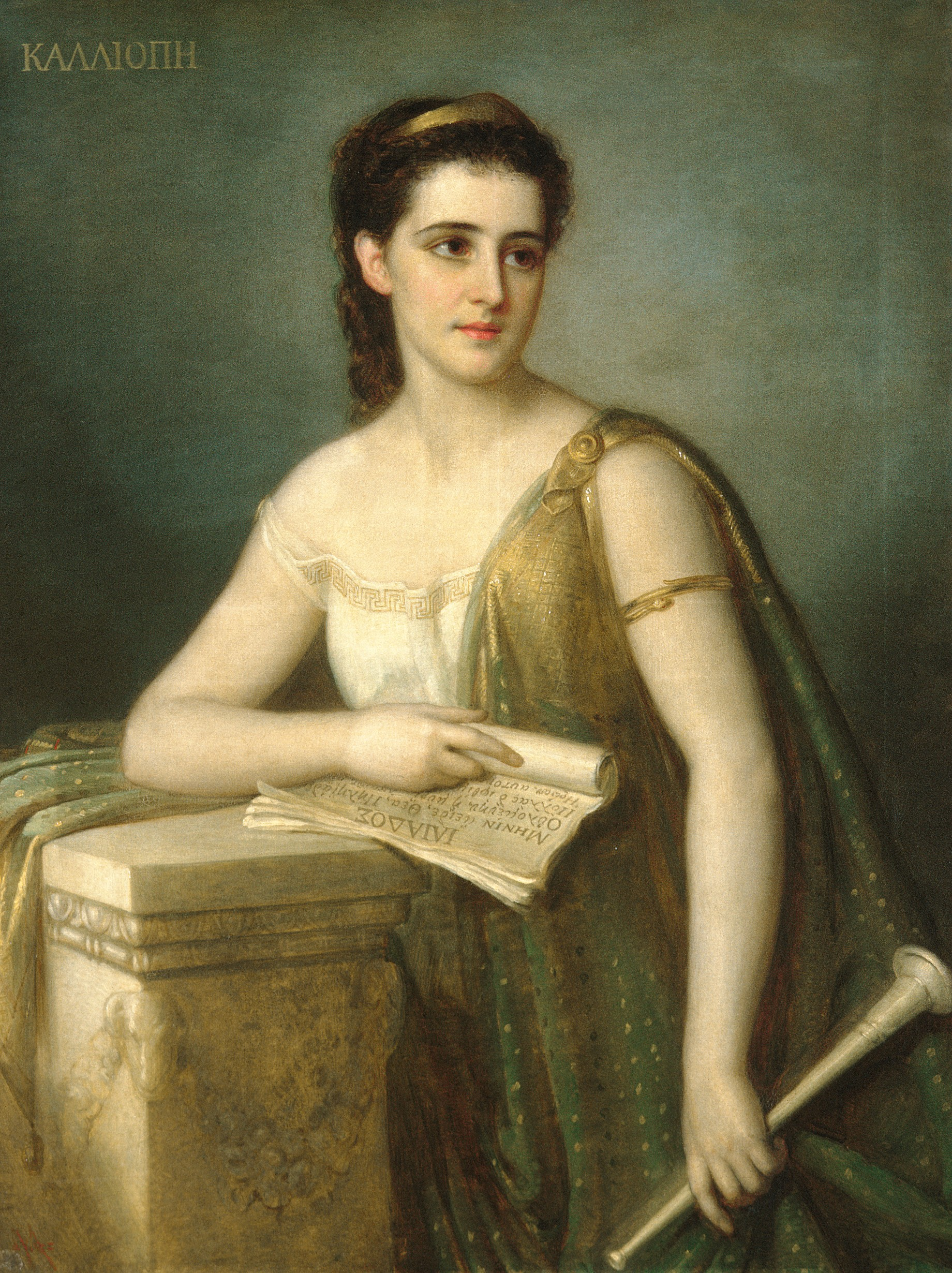
ジュゼッペ・ファニャーニ『カリオペー』（1869年） メトロポリタン美術館所蔵
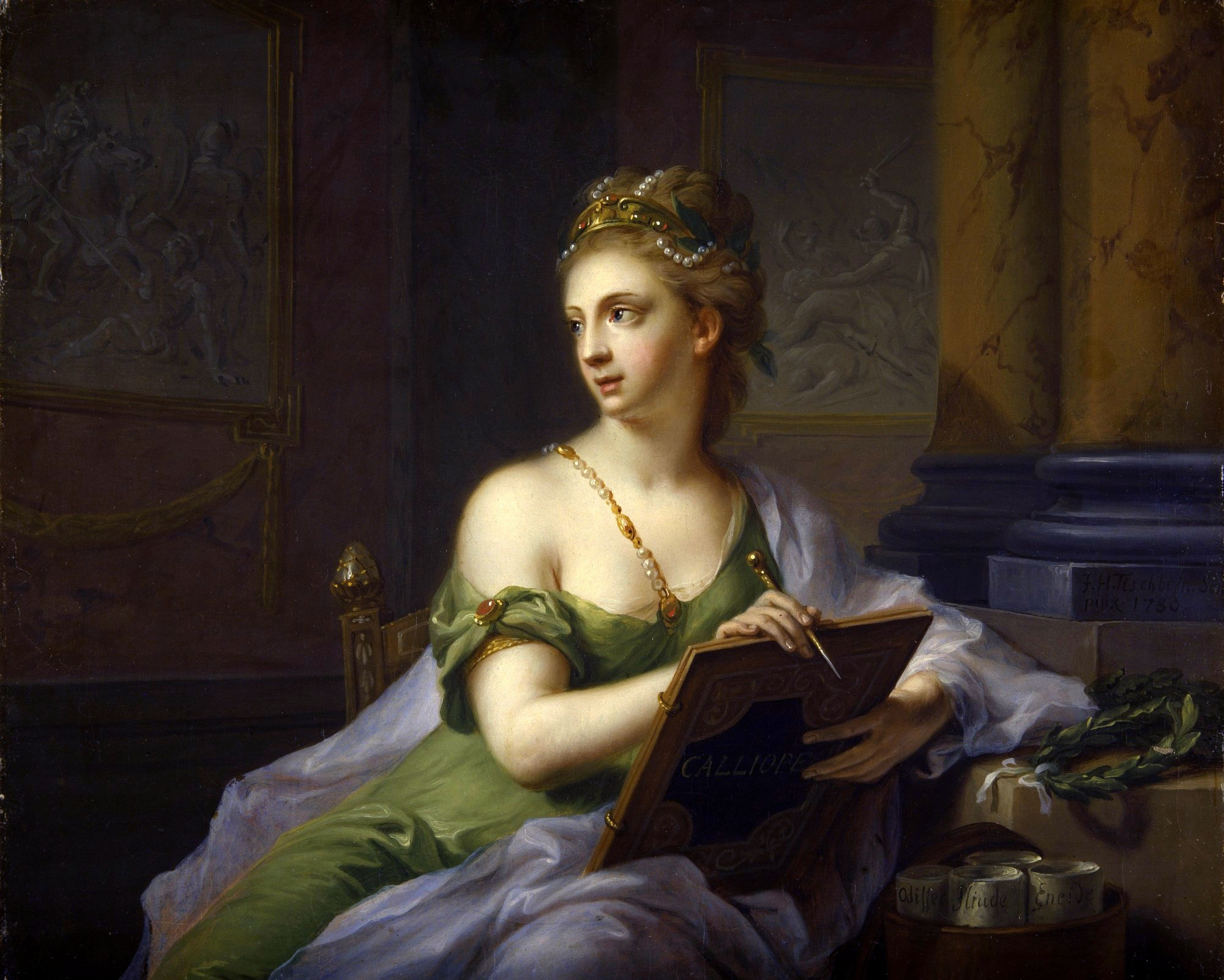
ヨハン・ハインリヒ・ティシュバイン『カリオペー』（1780年） カッセル市立美術館（英語版）所蔵
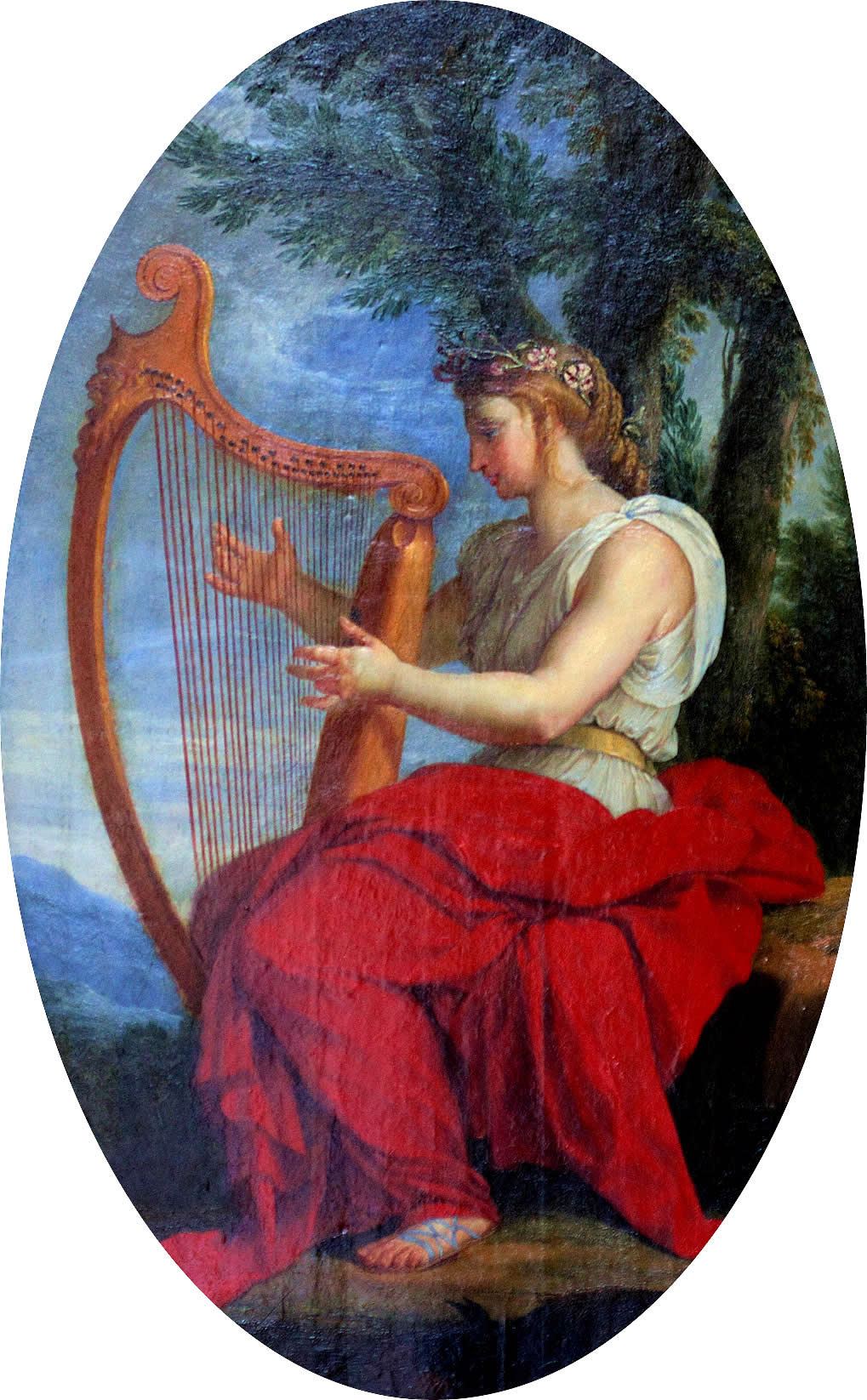
ウスタシュ・ル・シュウール『カリオペー』（1646-1647年頃） ルーヴル美術館所蔵
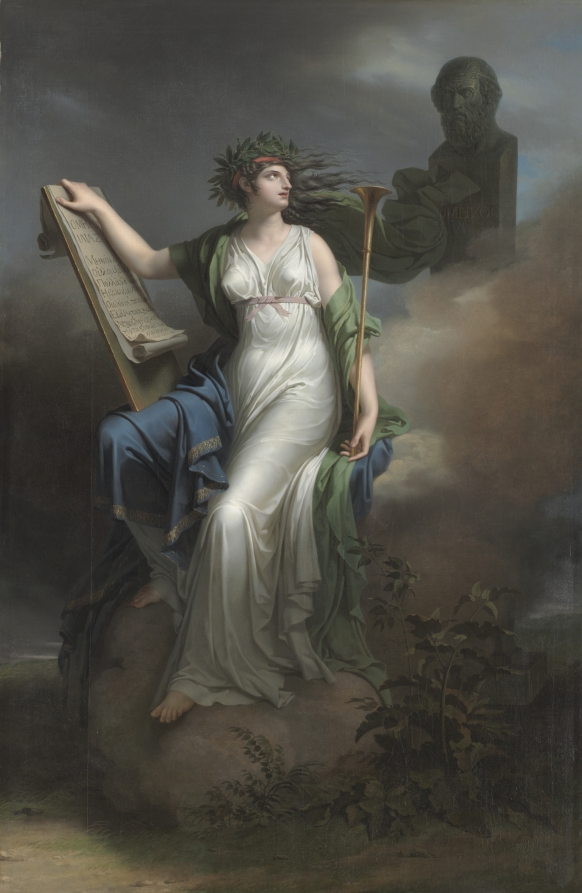
シャルル・メニエ『カリオペー』（1798年） クリーブランド美術館所蔵
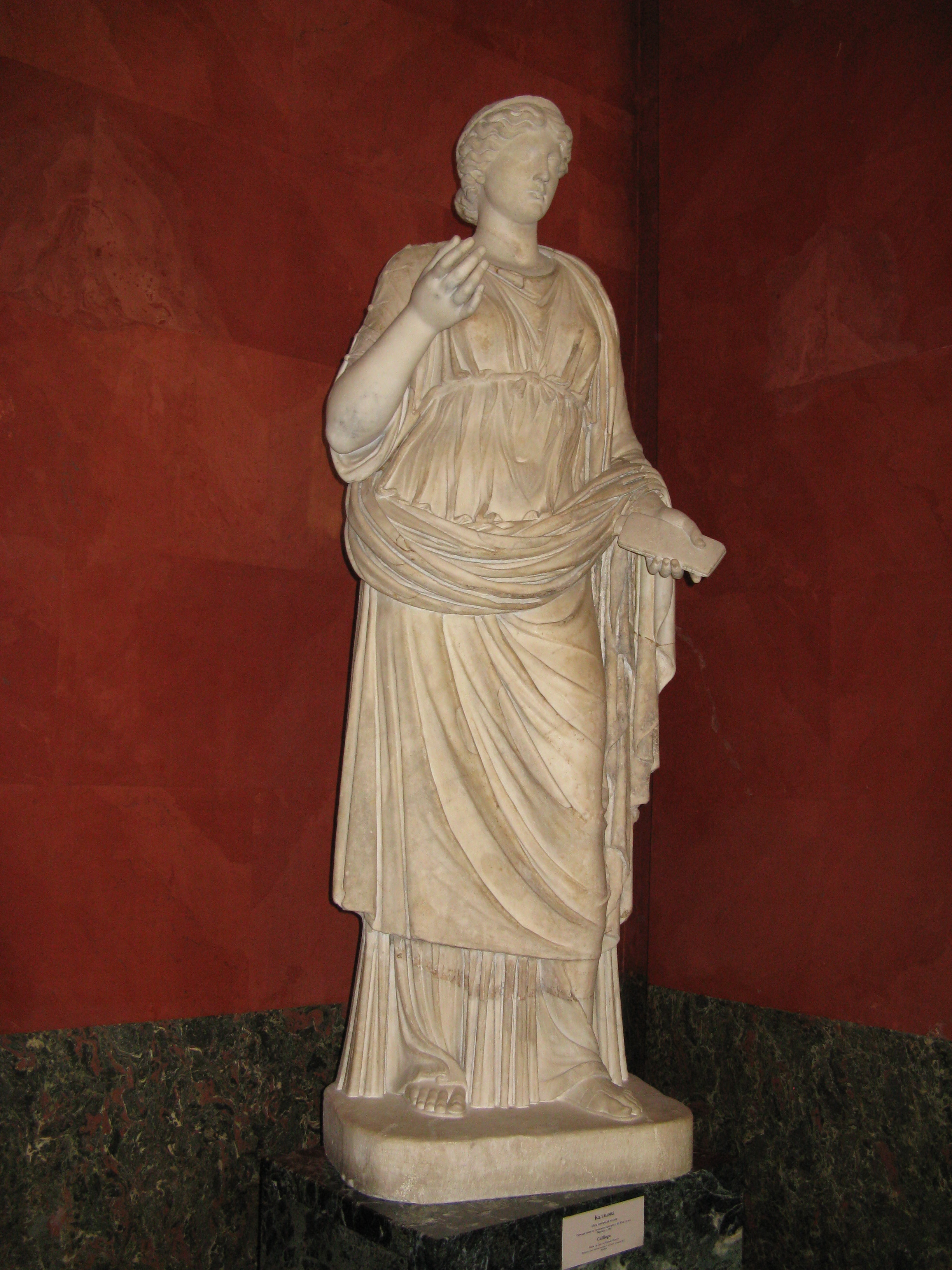
カリオペーの像 エルミタージュ美術館所蔵
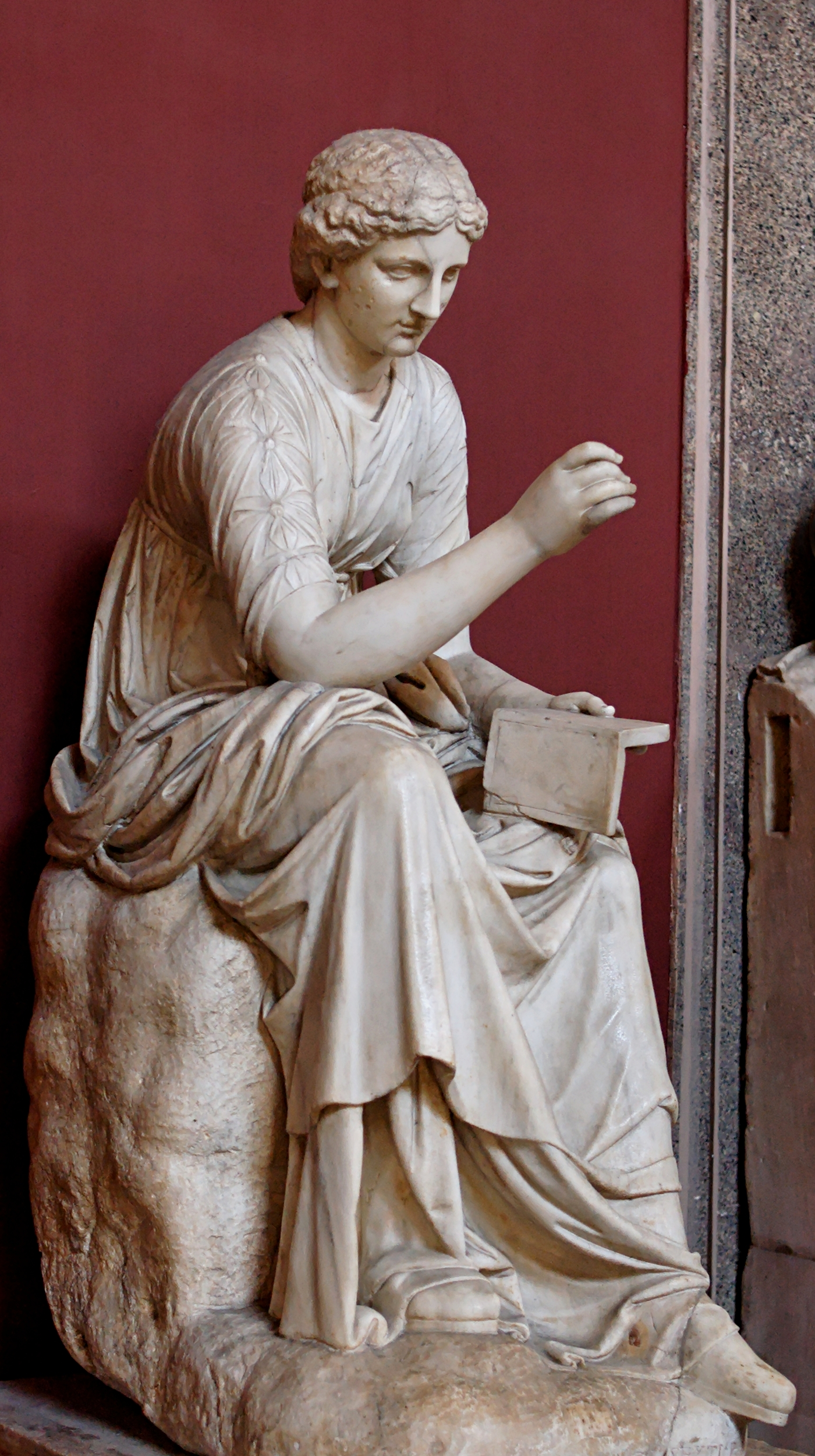
カリオペーの像 バチカン美術館所蔵